# Lịch sử Thụy Điển (1523–1611)

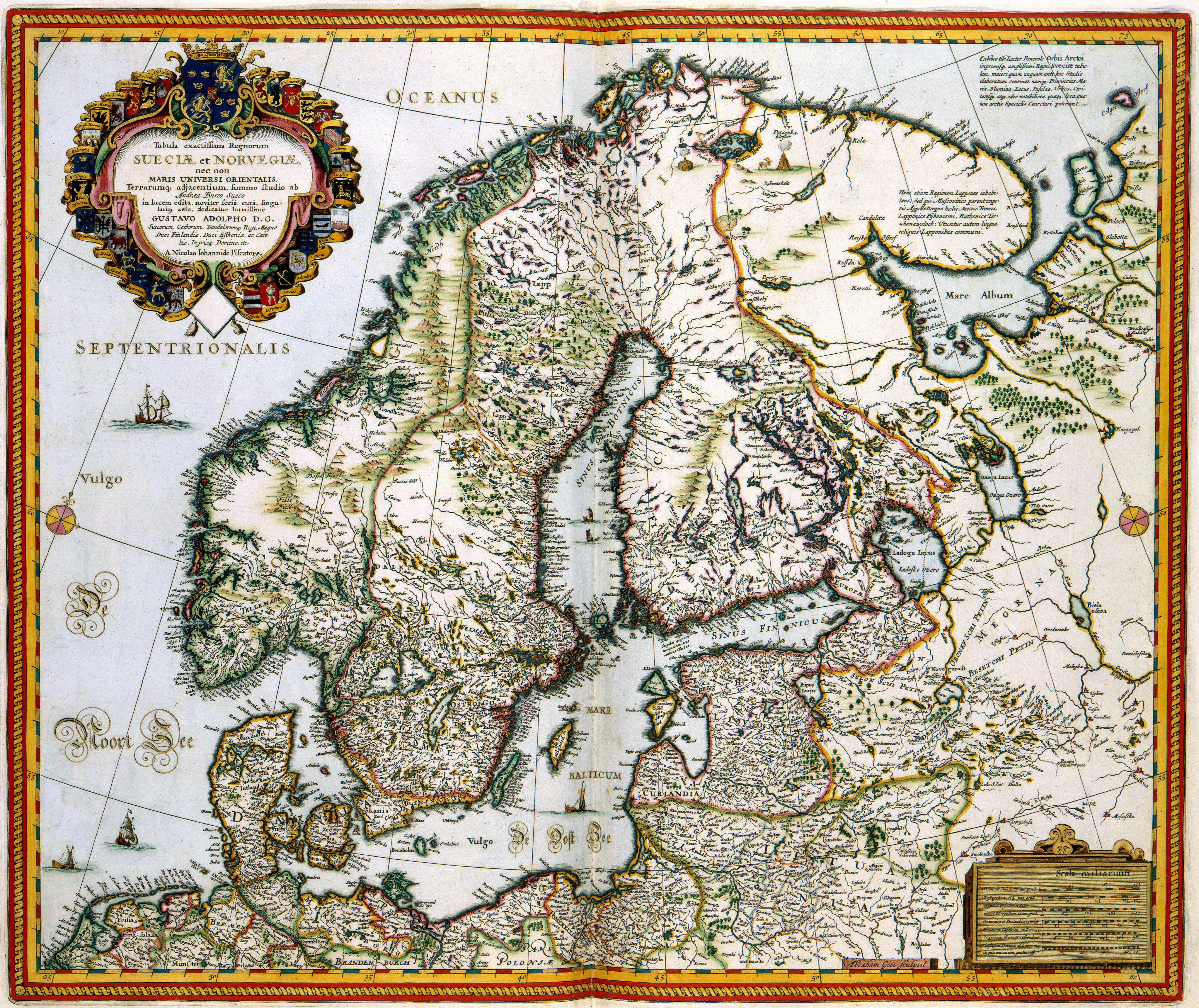
Thời kỳ đầu Vasa

Thời kỳ đầu Vasa là một giai đoạn trong lịch sử Thụy Điển và Phần Lan kéo dài từ năm 1523 đến 1611. Thời kỳ này bắt đầu sau cuộc chinh phục Stockholm từ Đan Mạch của Gustav Vasa vào năm 1523 và việc Thụy Điển rời khỏi Liên minh Kalmar. Thời kỳ này sau đó tiếp tục dưới triều đại của những đứa con của Gustav, Erik XIV, Johan III, con trai của Johan là Sigismund và sau đó là con trai út của Gustav, Karl IX. Thời kỳ này được thay thế bằng thời kỳ "Đế quốc Thụy Điển", Đó là thời điểm Thụy Điển trở thành một trong những quốc gia lớn ở châu Âu.
Trong thời kỳ cai trị của Gustav, các cải cách chính trị và tôn giáo đã diễn ra, bao gồm Cải cách Tin lành và thống nhất các tỉnh của Thụy Điển. Sau cái chết của Gustav năm 1560, anh được con trai cả của mình, Erik kế nhiệm. Erik là một nhà lãnh đạo thông minh và có khả năng, nhưng thường đụng độ với anh trai và các quý tộc khác. Ông đã tiến hành chiến tranh chống lại Đan Mạch, Nga và Ba Lan, nhưng bị điên loạn vào năm 1567. Năm 1568, ông bị thoái vị và được thay thế bởi anh trai của ông, Johan.
Johan ổn định tình hình quốc tế và làm hòa với các nước khác. Ông cũng muốn khôi phục tín ngưỡng Công giáo Rôma cho Thụy Điển, nhưng mong muốn này đã không thành hiện thực.
Sau cái chết của Johan năm 1592, ông đã được con trai mình, Sigismund kế nhiệm. Sigismund đã trở thành người cai trị Khối thịnh vượng chung Ba Lan-Litva nhờ vào mối quan hệ họ hàng của mẹ ông, và ông đã cai trị Ba Lan từ năm 1587 đến 1632. Ông đặt niềm tin vào Thụy Điển và ở lại Ba Lan. Sau khi nghe tin tức về Thượng hội đồng Uppsala tuyên bố các học thuyết Luther của Thụy Điển, ông trở về Thụy Điển để phản đối Thượng hội đồng này. Hóa ra Riksdag đã bỏ Sigismund và thay thế anh ta bằng đứa con trai út, ông Christopher Vasa, cũng là chú của anh ta, Charles IX. Sau đó, có một cuộc nội chiến ngắn ngủi cuối cùng đã được Charles IX giành được vào năm 1598. Sigismund buộc phải chạy trốn sang Ba Lan và không thể trở về Thụy Điển.